# Software til fjernelse af metadata
En software til fjernelse af metadata er en type software, der er udviklet til at beskytte brugernes privatliv ved at fjerne potentielt privatlivskrænkende metadata fra filer, før de deles med andre, f.eks. hvis de sendes som vedhæftede filer i e-mails eller lægges ud på Web.
Metadata kan findes i mange typer filer, f.eks. dokumenter, regneark, præsentationer, billeder, lyd og video. De kan indeholde oplysninger om f.eks. filens forfattere, datoer for oprettelse og ændring af filer, geografisk placering, dokumentrevisionshistorik, miniaturebilleder og kommentar. Det er muligt, at brugerne selv tilføjer metadata til filerne, men metadata tilføjes ofte automatisk til filerne af de programmer, der er ansvarlige for oprettelsen, eller af de enheder, der anvendes til at producere filerne, uden brugerens egen medvirken.
Da metadata ofte ikke er tydeligt synlige i redigeringsprogrammer (afhængigt af programmet og dets indstillinger), er der en risiko for, at brugeren ikke er klar over, at de findes og/eller glemmer dem, og dermed vil private eller fortrolige oplysninger utilsigtet blive afsløret, hvis filen deles. Formålet med en software til fjernelse af metadata er at minimere risikoen for sådanne følsomme datalækager.
Software til fjernelse af metadata, der findes i dag, kan opdeles i fire grupper:
- Integrerede værktøjer til fjernelse af metadata, som er inkluderet i nogle programmer, f.eks. dokumentinspektøren i Microsoft Office
- Batchværktøjer til fjernelse af metadata, som kan behandle flere filer på én gang
- Tilføjelser til e-mail-klienter, som er designet til at fjerne metadata fra vedhæftede filer i e-mails, lige før de sendes
- Serverbaserede systemer, som er designet til automatisk at fjerne metadata fra udgående filer ved netværksgatewayen.